# Márcias de Pela
Márcias de Pela (ca. 356 a.C. — ca. 294 a.C.) foi um macedônio, irmão de Antígono Monoftalmo. Ele era filho de Periandro, de Pela.
Ele foi inicialmente um professor, e cresceu na companhia de Alexandre, o Grande.
Márcias é citado no texto Moralia, de Plutarco: ele tinha um caso pendente, e queria que Antígono julgasse em casa, mas Antígono preferiu levar o caso ao salão de julgamento, para que todos soubessem se eles fariam a justiça ou não.
Na Batalha de Salamina, que opôs as forças de Ptolemeu I Sóter às de Demétrio Poliórcetes, filho de Antígono,[carece de fontes?] os comandantes de Demétrio eram Antístenes, com dez quinquerremes, Medius comandando os navios fenícios e atenienses, Themison de Samos e Márcias comandando os navios mais leves, e Hegesippus de Halicarnasso e Pleistias de Cos comandando a ala direita.
Márcias compilou uma história da Macedônia, em dez volumes, começando com o primeiro rei da Macedônia e indo até o ataque de Alexandre à Síria, depois da fundação de Alexandria. Outros livros foram uma história da Ática, em doze volumes, e a Educação de Alexandre.